# ヴァイラの歌
『ヴァイラの歌』（Gesang Weylas）は、フーゴー・ヴォルフの「メーリケ歌曲集」の第46曲。

## 概要
- 詩の中に出てくる「オルプリート」とはメーリケの小説「画家ノルテン」に登場する理想郷で、ヴァイラはそこを統べる女神である。
- ハープを模した伴奏を背景に、永遠の神秘的な霧と海の中に浮かぶオルプリートに対する賛美を、女神ヴァイラが朗々と歌う。ヴォルフの好んだVからIVという和声法では禁じられた進行が見られ、それが極めて美しい効果を発揮している。

## 原詩全文
Gesang Weylas
Eduard Mörike
Du bist Orplid, mein Land!

Das ferne leuchtet;

vom Meere danpfet dein besonnter Strand

den Nebel, so der Götter Wange feuchtet.

Uralte Wasser steigen

verjüngt um deine Hüften, Kind!

Vor deiner Gottheit beugen

sich Könige, die deine Wärter sind.